# Rudolf Jansen
Pour les articles homonymes, voir Jansen.
Rudolf Jansen, né à Arnhem (Gueldre) le 19 janvier 1940 et mort le 12 février 2024, est un pianiste néerlandais.

## Biographie
Rudolf Jansen étudie simultanément le piano, l'orgue et le clavecin au Conservatoire d'Amsterdam. Ses maîtres sont Nelly Wagenaar, son père, Simon C. Jansen, Felix de Nobel et Gustav Leonhardt. Ses études s'achèvent avec deux prix d'excellence, un pour le piano et l'autre pour l'orgue.
En 1965, il remporte le Toonkunst Jubileumprijs, et en 1966, le Zilveren Vriendenkrans donné par les amis du Concertgebouw. Il remporte le prix Edison (en) par deux fois, en 1973 avec Han de Vries (en) (hautbois) et en 1987 avec Dorothy Dorow (en) (soprano).
En plus d'être un artiste de concert, Rudolf Jansen s'est peu à peu spécialisé dans l'accompagnement du Lied et la musique de chambre. Il parcourt le monde entier pour des tournées de concerts dans lesquels il accompagne des artistes renommés tels qu'Elly Ameling, Robert Holl (en), Hanneke Kaasschieter, Han de Vries, Peter Schreier, Andreas Schmidt, Olaf Bär, Tom Krause, Brigitte Fassbaender, Barbara Bonney, Hans Peter Blochwitz, Edith Wiens (en), Jean-Pierre Rampal et Abbie de Quant (en).
Il enseigne au Conservatoire Sweelinck d'Amsterdam et donne régulièrement des classes de maître pour le chant et le piano, tant aux Pays-Bas qu'à l'étranger.
En 2017, il donne son dernier concert à l'occasion d’une soirée qui lui est consacrée au Concertgebouw d’Amsterdam.
Rudolf Jansen meurt le 12 février 2024, à l'âge de 84 ans,.